# Adelaide International
Adelaide International är en tennisturnering som spelas årligen i Adelaide, Australien, sedan 2020. Turneringen spelas på hard court utomhus och är en del av både ATP 250 och WTA 500.

## Resultat

### Herrsingel
| År       | Mästare               | Finalist              | Resultat                 |
| -------- | --------------------- | --------------------- | ------------------------ |
| 2020     | Andrej Rubljov        | Lloyd Harris          | 6–3, 6–0                 |
| 2021     | Hölls inte            | Hölls inte            | Hölls inte               |
| 2022 (1) | Gaël Monfils          | Karen Khachanov       | 6–4, 6–4                 |
| 2022 (2) | Thanasi Kokkinakis    | Arthur Rinderknech    | 6–7(6–8), 7–6(7–5), 6–3  |
| 2023 (1) | Novak Djokovic        | Sebastian Korda       | 6–7(8–10), 7–6(7–3), 6–4 |
| 2023 (2) | Kwon Soon-woo         | Roberto Bautista Agut | 6–4, 3–6, 7–6(7–4)       |
| 2024     | Jiří Lehečka          | Jack Draper           | 4–6, 6–4, 6–3            |
| 2025     | Félix Auger-Aliassime | Sebastian Korda       | 6–3, 3–6, 6–1            |

### Damsingel
| År       | Mästare            | Finalist          | Resultat      |
| -------- | ------------------ | ----------------- | ------------- |
| 2020     | Ashleigh Barty     | Dayana Yastremska | 6–2, 7–5      |
| 2021     | Iga Świątek        | Belinda Bencic    | 6–2, 6–2      |
| 2022 (1) | Ashleigh Barty (2) | Jelena Rybakina   | 6–3, 6–2      |
| 2022 (2) | Madison Keys       | Alison Riske      | 6–1, 6–2      |
| 2023 (1) | Aryna Sabalenka    | Linda Nosková     | 6–3, 7–6(7–4) |
| 2023 (2) | Belinda Bencic     | Darja Kasatkina   | 6–0, 6–2      |
| 2024     | Jeļena Ostapenko   | Darja Kasatkina   | 6–3, 6–2      |
| 2025     | Madison Keys (2)   | Jessica Pegula    | 6–3, 4–6, 6–1 |

### Herrdubbel
| År       | Mästare                           | Finalister                  | Resultat              |
| -------- | --------------------------------- | --------------------------- | --------------------- |
| 2020     | Máximo González Fabrice Martin    | Ivan Dodig Filip Polášek    | 7–6(14–12), 6–3       |
| 2021     | Hölls inte                        | Hölls inte                  | Hölls inte            |
| 2022 (1) | Rohan Bopanna Ramkumar Ramanathan | Ivan Dodig Marcelo Melo     | 7–6(8–6), 6–1         |
| 2022 (2) | Wesley Koolhof Neal Skupski       | Ariel Behar Gonzalo Escobar | 7–6(7–5), 6–4         |
| 2023 (1) | Lloyd Glasspool Harri Heliövaara  | Jamie Murray Michael Venus  | 6–3, 7–6(7–3)         |
| 2023 (2) | Marcelo Arévalo Jean-Julien Rojer | Ivan Dodig Austin Krajicek  | Walkover              |
| 2024     | Rajeev Ram Joe Salisbury          | Rohan Bopanna Matthew Ebden | 7–5, 5–7, [11–9]      |
| 2025     | Simone Bolelli Andrea Vavassori   | Kevin Krawietz Tim Pütz     | 4–6, 7–6(7–4), [11–9] |

### Damdubbel
| År       | Mästare                                 | Finalister                                  | Resultat              |
| -------- | --------------------------------------- | ------------------------------------------- | --------------------- |
| 2020     | Nicole Melichar Xu Yifan                | Gabriela Dabrowski Darija Jurak             | 2–6, 7–5, [10–5]      |
| 2021     | Alexa Guarachi Desirae Krawczyk         | Hayley Carter Luisa Stefani                 | 6–7(4–7), 6–4, [10–3] |
| 2022 (1) | Ashleigh Barty Storm Sanders            | Darija Jurak Schreiber Andreja Klepač       | 6–1, 6–4              |
| 2022 (2) | Eri Hozumi Makoto Ninomiya              | Tereza Martincová Markéta Vondroušová       | 1–6, 7–6(7–4), [10–7] |
| 2023 (1) | Asia Muhammad Taylor Townsend           | Storm Hunter Kateřina Siniaková             | 6–2, 7–6(7–2)         |
| 2023 (2) | Luisa Stefani Taylor Townsend (2)       | Anastasija Pavljutjenkova · Jelena Rybakina | 7–5, 7–6(7–3)         |
| 2024     | Beatriz Haddad Maia Taylor Townsend (3) | Caroline Garcia Kristina Mladenovic         | 7–5, 6–3              |
| 2025     | Guo Hanyu · Aleksandra Panova           | Beatriz Haddad Maia Laura Siegemund         | 7–5, 6–4              |